# Chanoinesse

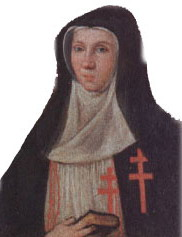
Chanoinesses du Saint-Sépulcre.

Chanoinesse est le féminin de chanoine. Ce titre est porté par les femmes depuis le VIIIe siècle.
Il peut s'agir de religieuses régulières suivant la règle de saint Augustin, comme les Augustines de l'ordre de Saint-Augustin. Le titre peut également désigner des filles faisant partie d'un chapitre canonial de femmes, sorte de groupe monastique à la règle assouplie. Ces chapitres sont dits chapitres de dames nobles .

## Origine de l'institution des chanoinesses
Les chanoinesses et les chapitres de femmes qu'elles ont constitués partagent en partie l'histoire de leurs homologues masculins, les chanoines et les chapitres canoniaux.
Dès les débuts du christianisme, des femmes ont vécu une vie consacrée en dehors des ordres monastiques chrétiens, suivant une voie personnelle et servant l'Église de diverses façons, certaines à la manières des "servantes d'église" préparant les cérémonies religieuses et assistant les prêtres dans leur vie quotidienne. vierges ou veuves, elles étaient dénommées sanctimoniales.
Les chapitres de chanoinesses apparaissent en même temps que ceux de chanoines, au VIIIe siècle, apparemment comme rassemblement de ces femmes. Le concile de Ver en 755 impose une vie régulière à toutes les femmes consacrées:
[les] ancillae Dei velatæ [devront vivre] in monasterio sub ordine regulari aut sub mani episcopi, sub ordine canonico.
(les servantes de Dieu portant le voile devront vivre dans un monastère dans un ordre régulier, ou sous l'autorité de l'évêque sous une règle canonique).
Le 5e concile d'Aix-la-Chapelle en 817 publie deux ordonnances, l'une concernant les chanoines, et l'autre, De institutione sanctimonialum, les femmes consacrées à Dieu, les chanoinesses notamment. Il comprend 28 chapitres et s'approche des règles monastiques : elles seront astreintes à la récitation des heures canoniales, et feront appel à des clercs pour le service divin; elles mèneront une vie communautaire cloîtrée, observant l'égalité des conditions.
Toutefois l'ordonnance présente quelques dispositions spécifiques aux chanoinesses : elles pourront avoir des servantes, jouiront d’"habitations privées le jour", mais auront un réfectoire et un dortoir communs. Leurs contacts avec les hommes sont très réduits et réglementés, mais pas impossibles.

## Les chapitres de dames nobles sous l'Ancien Régime

### L'admission

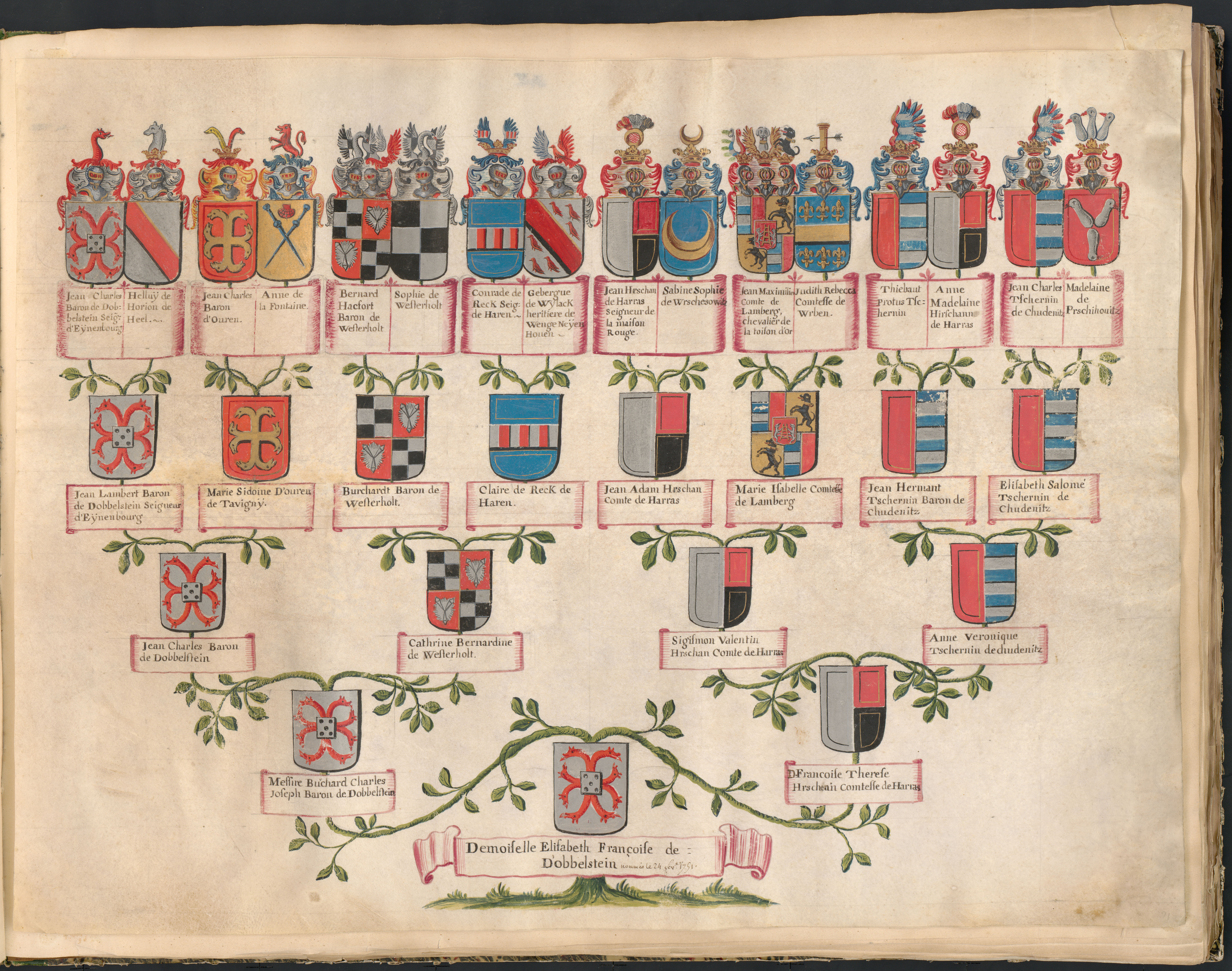
Arbre généalogique d'Élisabeth Françoise de Dobbelstein donné en preuve pour entrer au chapitre Saint-Goëry d’Épinal. Cet arbre est issu d'un recueil de 28 arbres généalogiques et arbres de lignes conservé à la Bibliothèque multimédia intercommunale d'Épinal et accessible en ligne.

Les chapitres de femmes sous l'Ancien Régime admettaient comme chanoinesses quasi exclusivement des demoiselles ou des veuves issues de la noblesse, laquelle noblesse leur conférait comme à toutes les femmes qui en étaient issues le titre de dame.L'appartenance à un chapitre leur procurait, en plus d'une distinction honorifique, un bénéfice ecclésiastique. Hors du mariage elles y trouvaient une situation socialement convenable et un revenu assuré. 
Le chapitre, quelquefois sur l'avis d'un bienfaiteur ou d'un seigneur, sélectionnait les candidates au chapitre et décidait de leur avancement dans les dignités. Les politiques familiales prévalaient (la tante chanoinesse favorisait l'entrée d'une nièce, etc.). Le critère de l’origine noble s'imposait dans la plupart des règles des chapitres, et de véritables dynasties familiales s'y trouvèrent représentées à travers les siècles. Aux premiers temps de l'institution, seule la noblesse « de race » existait, et il suffisait d’un père et d’une mère nobles pour être admis. Au XVe siècle, on exigea des postulantes 4 quartiers de noblesse; au XVIIe, ce sont 8 quartiers exigés et enfin au XVIIIe, c'est 16 quartiers qu’il fallait prouver, c’est-à-dire la noblesse de tous les arrière-arrière-grands-parents. Cette disposition écartait les familles anoblies des bénéfices du canonicat, au profit des vieilles familles de l'aristocratie.
Tout un cérémonial accompagnait l’admission : chaque quartier de noblesse devait être attesté par un membre de la Maison invoquée, qui prêtait serment devant toute l’assemblée, l’épée nue à la main. Ce serment était acté et vérifié par des chanoines généalogistes particulièrement compétents, puis il était conservé dans les archives du chapitre.
La France révolutionnaire de la fin du XVIIIe siècle tint ces chapitres pour des hôpitaux de noblesse, qui sous couvert de religion affectaient aux rejetons de l'aristocratie les ressources de la Nation.

### Le mode de vie
Les dames admises au chapitre, après un an de probation, ne prononçaient pas nécessairement de vœux; elles conservaient leurs biens personnels, et se ménageaient la possibilité de quitter le chapitre dans l'éventualité d'un mariage favorable. On donnait aux chanoinesses le titre honorifique de Madame, qui rappelait leur statut social, malgré leur choix de vie dans l'humilité religieuse.
Les jeunes chanoinesses - la plus jeune pouvait avoir quatre ans - étaient prises en charge par les aînées qui leur transmettaient toutes les connaissances intellectuelles, les valeurs humaines et la discipline religieuse sous la règle de saint Benoît, en leur prodiguant une éducation générale jusqu’au jour où elles recevaient la responsabilité de charges, comme l’enseignement des plus jeunes. Dans les chapitres, on apprenait de façon optimale à lire, à écrire, à calculer, à dessiner, à s’exprimer, à chanter et à jouer d’instruments de musique. Le latin et les langues étrangères y étaient étudiées par toutes, ainsi que le droit romain et la généalogie, la tenue de comptes et les rudiments de la cuisine et de l’agronomie. Cette solide formation intellectuelle permettait à ces chanoinesses de se distinguer en société. En effet, si elles étaient tenues de vivre au chapitre, elles pouvaient cependant recevoir en leur maison individuelle chapitrale des parents et amis et y organiser des réunions mondaines susceptibles de favoriser des mariages dans leur milieu. On leur permettait de prendre des congés, entre autres pour participer à des pèlerinages, notamment à Rome. 
Certaines obligations liaient les chanoinesses au chapitre : résider au chapitre, assister aux offices religieux et participer aux processions journalières. Mais, et c’est surtout ce qui attirait les candidates et leurs parents, elles y bénéficiaient d’une prébende, confortable, c'est-à-dire d'une rente annuelle qui leur etait personnellement allouée. La prévote recevait une double prébende, les écolières une demi et les nouvelles chanoinesses ne recevaient leur première prébende qu’un an après leur intronisation. L’absence au chapitre réduisait la prébende proportionnellement à la durée de l’absence. Les prébendes non distribuées étaient affectées à l’entretien et à l’édification des bâtiments abbatiaux. Les prébendes devenaient vacante par renonciation, mariage ou décès de la prébendière, le mariage étant le cas le plus fréquent. 
Les chanoinesses conservaient cependant  certains traits de l'institution canoniale : elles gardaient le célibat; elles avaient abandonné la vie en communauté, mais leurs hôtels particuliers (maisons canoniales) se groupaient souvent dans un quartier plus ou moins fermé (quartier du chapitre, quartier canonial), un peu à la manière des chartreuse. Leur mode de vie, quoiqu'assez aristocratique, restait très "surveillé", et elles étaient astreintes comme les chanoines aux heures canoniales et à la liturgie communautaire.
Toutefois, la mense (le revenu) du chapitre n'était plus indivise, étant partagée en prébendes attribuées à chacune des chanoinesses. Les dames chanoinesses pouvaient entretenir chacune sur sa prébende une demoiselle "nièce", qui vivait avec elle et était censée lui succéder.
Les chapitres de dame nobles avaient une puissance politique et économique certaine, assise sur des propriétés foncières, des droits féodaux, autant que sur des coutumes qu'elles avaient su imposer dans leurs villes de résidence.

### L'extinction des chapitres
Les chapitres de chanoinesses ont été supprimés à la Révolution française comme la plupart des congrégations religieuses. Ils n'ont par contre jamais été rétablis contrairement à beaucoup de celles-ci, leur existence ayant sûrement été trop liée à celle de la noblesse, et l'Église ayant sans doute jugé que cette institution avait eu des origines assez discutables et montré bien peu de religion.
Il y eut en France quelques chanoinesses au XIXe siècle mais elles étaient rattachées à un chapitre étranger, surtout allemand.

## Localisation des chapitres de dames nobles
On trouvait des chapitres de dames nobles en Allemagne et en Autriche, et dans l'est de la France principalement, dans les Flandres, le duché de Lorraine, et en Franche-Comté, toutes terres qui ont un temps relevé du Saint-Empire romain germanique, mais aussi dans le Lyonnais et en Auvergne.
Il y en avait à Alix et à l'Argentière près de Lyon ainsi qu'à Leigneux (Loire), Neuville-les-dames (Ain), à Salles-Arbuissonnas en Beaujolais, à Montfleury près de Dijon; à Bouxières-aux-Dames, à Nancy, à Épinal, à Poussay, à Remiremont en Lorraine; à Maubeuge; à Denain; Les sept chapitres nobles du Saint-Empire romain germanique: Susteren, Thorn, Munsterbilsen, Mons, Nivelles, Moustier et Andenne en Belgique; il en existait encore au XXe siècle en Allemagne et en Autriche.